# 伊尔2：掠食之翼
《伊尔2：掠食之翼》（中国大陆又译作）是一款空战模拟游戏。与《伊尔2》系列的前作相似，玩家在游戏中将操控二战中的战斗机。在战役模式中玩家将扮演盟军飞行员对抗轴心国，而多人连线模式中两个派系都可以选。2009年7月29日，游戏试玩版在PlayStation Network和Xbox Live上释出。
《掠食之翼》的剧情是以二战中的一系列空中战斗和地面军事行动为素材。在各关中，玩家可扮演飞行员参与其中一些最有名的战役，攻击敌军的战斗机和重型轰炸机。整个战役部分涵盖了不列颠之战、斯大林格勒、柏林、西西里岛、科尔逊和突出部战役等重要的空战。
《掠食之翼》采用新的破坏效果引擎。玩家可以看到混战中给战斗机造成的实时破坏，比如在机翼和trail line上炸出的洞。环境引擎也是高质量的，玩家可以很容易看到地面支持行动。